# Tramwaje w Dzierżyńsku

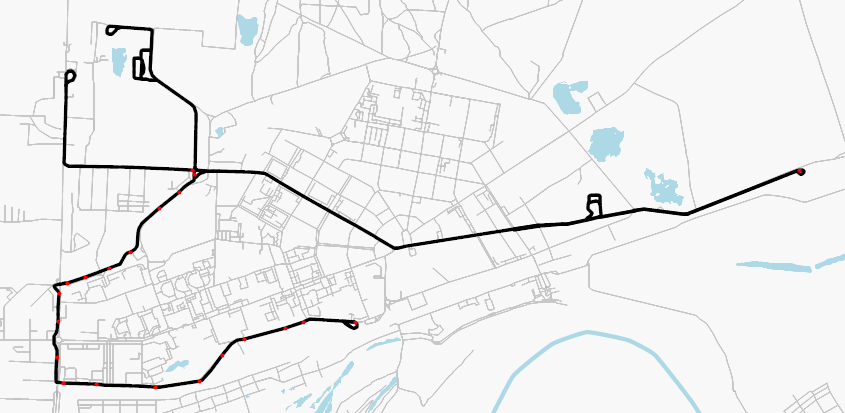
Schemat komunikacji tramwajowej w Dzierżyńsku

Tramwaje w Dzierżyńsku – system komunikacji tramwajowej działający w Dzierżyńsku od 7 listopada 1933 r. do 17 grudnia 2015 r. Do czasu reorganizacji w 2006 r. istniało sześć linii tramwajowych oznaczonych cyframi od 1 do 6, następnie tramwaje kursowały na trzech liniach.

## Linie
- 1 – Zakłady im. Swierdłowa – ul. Kalininskaja
- 4 – Szwalnie – Dworzec kolejowy
- 5 – Zakłady im. Swierdłowa – Zajezdnia tramwajowa nr 1

## Tabor
W służbie znajdują się wagony typu KTM-5 oraz wagony KTM-8. Kilka wagonów KTM-5 pochodzi ze zlikwidowanej sieci tramwajowej w Iwanowie.
- KTM-5 − 20 wagonów
- KTM-5A − 19 wagonów
- KTM-8K − 3 wagony

Tabor techniczny składa się z 15 wagonów w tym 5 KTM-5. 